# La Neuville-Roy
La Neuville-Roy is een gemeente in het Franse departement Oise (regio Hauts-de-France). De plaats maakt deel uit van het arrondissement Clermont. La Neuville-Roy telde op 1 januari 2022 906 inwoners.

## Geografie
De oppervlakte van La Neuville-Roy bedroeg op 1 januari 2022 12,49 vierkante kilometer; de bevolkingsdichtheid was toen 72,5 inwoners per km².

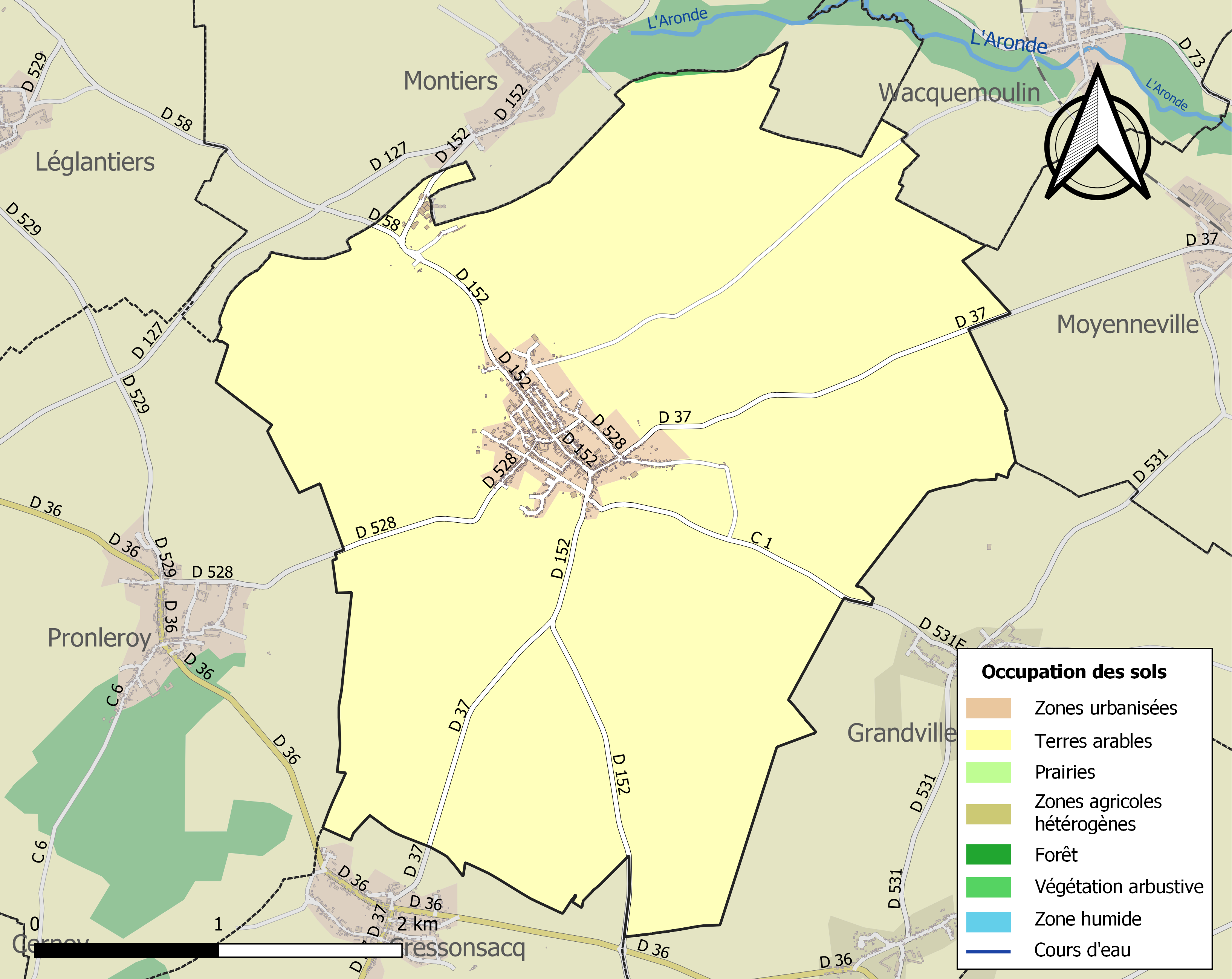
Kaart van de gemeente met belangrijkste infrastructuur, bodemgebruik en omliggende gemeenten

## Demografie
Onderstaande figuur toont het verloop van het inwonertal (bron: INSEE-tellingen).